# Giorgio Armani
Giorgio Armani (Piacenza, Emilia-Romagna, 11 de juliol de 1934) és un dissenyador de moda italià, principalment destacat per la roba masculina. Formà la seva pròpia empresa el 1974 i el 2006, la revista Forbes el considerà com el dissenyador de més èxit sorgit d'Itàlia, estimant-li una fortuna de 4.100 milions de dòlars.
La seva primera afició fou la fotografia. Abans de complir el servei militar el 1957, treballava en uns grans magatzems anomenats La Rinascente, com a dissenyador d'aparadors. De 1961 a 1970, treballà com a dissenyador a la casa de modes Nino Cerruti. Quan va abandonar aquesta firma, s'establí de forma independent. En 1974 fundà la societat Armani amb el seu soci Sergio Galeotti, dedicada a la moda masculina, introduint un any més tard la línia femenina. La seva germana Rosanna i Armani també s'incorporà posteriorment a la companyia. Galeotti morí de sida l'any 1985.
Giorgio Armani ha vestit assíduament a grans estrelles de Hollywood, tant a les pel·lícules com a fora de les pantalles, i sobretot a les grans cerimònies, com les entregues dels Premis Oscar. És també un gran afeccionat al futbol i a l'esport en general, declarat seguidor de l'Inter de Milà.